# Enrique Pérez Colman
Enrique Pérez Colman (Paraná, 15 de julio de 1886 - Buenos Aires, 4 de agosto de 1957) fue un abogado, periodista, escritor y político argentino, que ejerció como ministro de Hacienda entre 1928 y 1930, durante la segunda presidencia de Hipólito Yrigoyen.

## Biografía
Afiliado en su juventud a la Unión Cívica Radical, fue presidente del Comité de la Juventud de su provincia. Desempeñó brevemente cargos en el Poder Judicial de la misma. En 1912 nació el diario La Libertad, fruto del entusiasmo del radicalismo joven; sus principales redactores fueron Enrique Pérez Colman y el radical Eduardo F. Lemos.
En 1913 graduó de la facultad de derecho. En 1914 fue nombrado al frente de los Registros Civiles de la Provincia. Fue elegido diputado provincial en 1915, colaborando con los primeros gobiernos radicales de su provincia. Fue nombrado presidente del Departamento Provincial del Trabajo.
Como periodista, fue director de El Diario de Paraná (1920-1922) y de la Revista Universitaria de la Universidad Nacional del Litoral. También colaboró con el Diario Santa Fé. Además ayudó eficazmente a Luis David Bonaparte y a las instituciones culturales de la provincia de Santa Fe en las gestiones realizadas para concretar la creación de la Universidad Nacional del Litoral. Como docente, fue profesor y consejero de la Facultad de Ciencias Económicas de esa universidad. Fue también miembro correspondiente de la Academia Nacional de la Historia de la República Argentina, en cuyo boletín contribuyó, por ejemplo con un artículo llamado "Reflexiones al margen de las actas históricas del congreso de Entre Ríos de 1821", publicado en 1927.
En 1922 fue elegido vicegobernador de la provincia de Entre Ríos, acompañando al gobernador Ramón Mihura, asumiendo su cargo el 4 de julio de ese año.  Cuando el partido radical se escindió, el gobernador se alineó con la Unión Cívica Radical Antipersonalista, mientras que el vicegobernador permaneció leal al expresidente Hipólito Yrigoyen. Esto ocasionó numerosos enfrentamientos entre partidarios de las dos fracciones, llegando al enfrentamiento electoral directo, en que resultó triunfante el antipersonalismo.

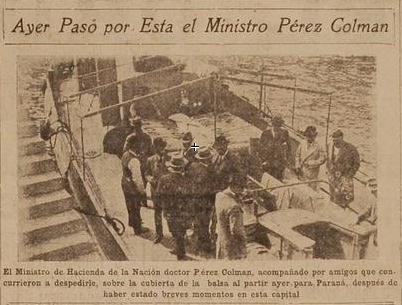
Diario El Orden, 7 de noviembre de 1929

 En 1928, al ser electo Yrigoyen por segunda vez, nombró a Pérez Colman ministro de Hacienda de la Nación. Su mandato coincidió con los efectos mundiales de la Gran Depresión, iniciada en 1929. El estilo político de Yrigoyen, que intentabe centrar toda la estructura gubernamental en su persona, combinado con la avanzada edad del presidente, dieron la impresión de que el gobierno no era capaz de articular ningún tipo de respuesta ante la crisis económica. Esa fue una de las causas del golpe de Estado de 1930, que terminó con el mandato de Yrigoyen.
Algunos sectores (golpistas) de la sociedad no apoyaron a las políticas educativas de Hipólito Yrigoyen. Uno de ellos era Juan Carulla, crítico del comunismo como también del reformismo. Él era partidario de reinstalar los estudios clásicos en el claustro universitario. Contrastante con esta posición, el reformismo yrigoyenista, representado por Enrique Pérez Colman, defendía la reforma universitaria con visión latinoamericanista. En septiembre de 1926 Pérez Colman dio una conferencia en la facultad de derecho de la Universidad Nacional del Litoral, ahí otra vez más expuso su visión latinoamericanista: se refirió a la participación de los universitarios en la tarea constructiva del país, en quienes depositaba sus esperanzas. También se refirió a la civilización de los pueblos, poniendo su esperanza en las naciones sudamericanas, presagiándoles un destino glorioso.
Luego del golpe de Estado el gobierno de Uriburu trató de denunciar ante la justicia argentina a varios miembros importantes del radicalismo. Uriburu inició un proceso por defraudación al fisco contra Pérez Colman. El primero de septiembre de 1933 el juez del fuero federal, Miguel Juntus, dictó su sentencia. El magistrado absolvió de culpa y cargo a Pérez Colman como asimismo a Dardo Pérez Colman.
Pérez Colman se radicó en Buenos Aires, retirándose de la vida política. Tras la revolución de 1943 ingresó a la Justicia Federal, donde ejerció como organizador de los Tribunales del Trabajo; se desempeñó como presidente de la Cámara de Apelaciones de la Justicia del Trabajo de la Capital Federal. Cuatro años más tarde se le ofreció formar parte de la Corte Suprema de Justicia de la Nación Argentina, pero no aceptó.
Falleció en Buenos Aires en 1957.

## Obras literarias

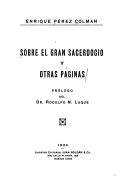
Sobre el gran sacerdocio y otras páginas
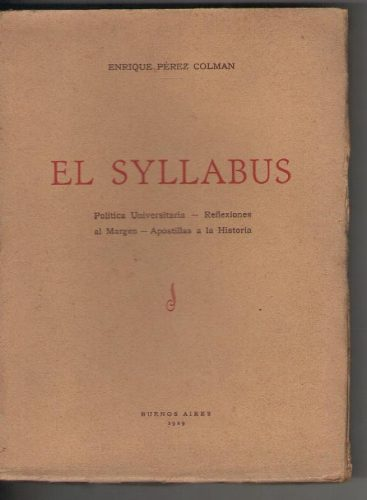
El Syllabus
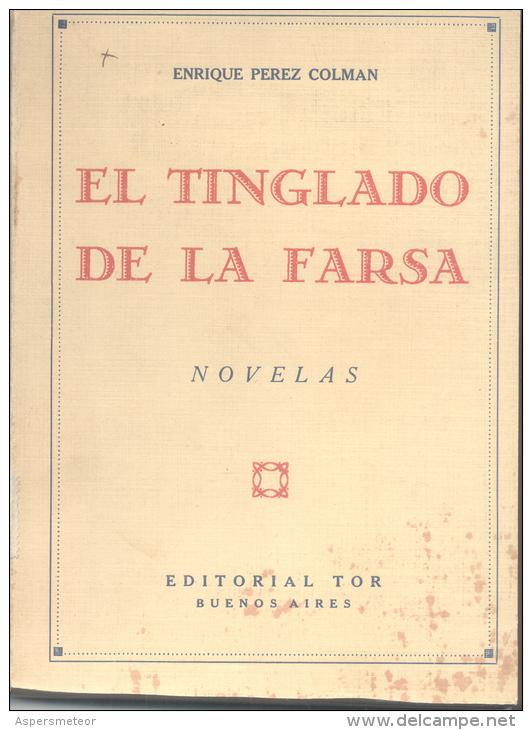
El Tinglado de la Farsa

Notas misioneras. Impresiones de viaje. Mercatali. Buenos Aires. 1932

| Libro                                                                       | Año    |
| --------------------------------------------------------------------------- | ------ |
| Sobre el gran sacerdocio y otras páginas                                    | (1924) |
| El Syllabus                                                                 | (1925) |
| El Tinglado de la Farsa                                                     | (1925) |
| Amores al terruño                                                           | (1926) |
| El hombre del deber : una serie de semblanzas del Gral. Manuel A. Rodríguez | (1936) |
| Historia De Entre Rios                                                      |        |